# 哈梅林湾

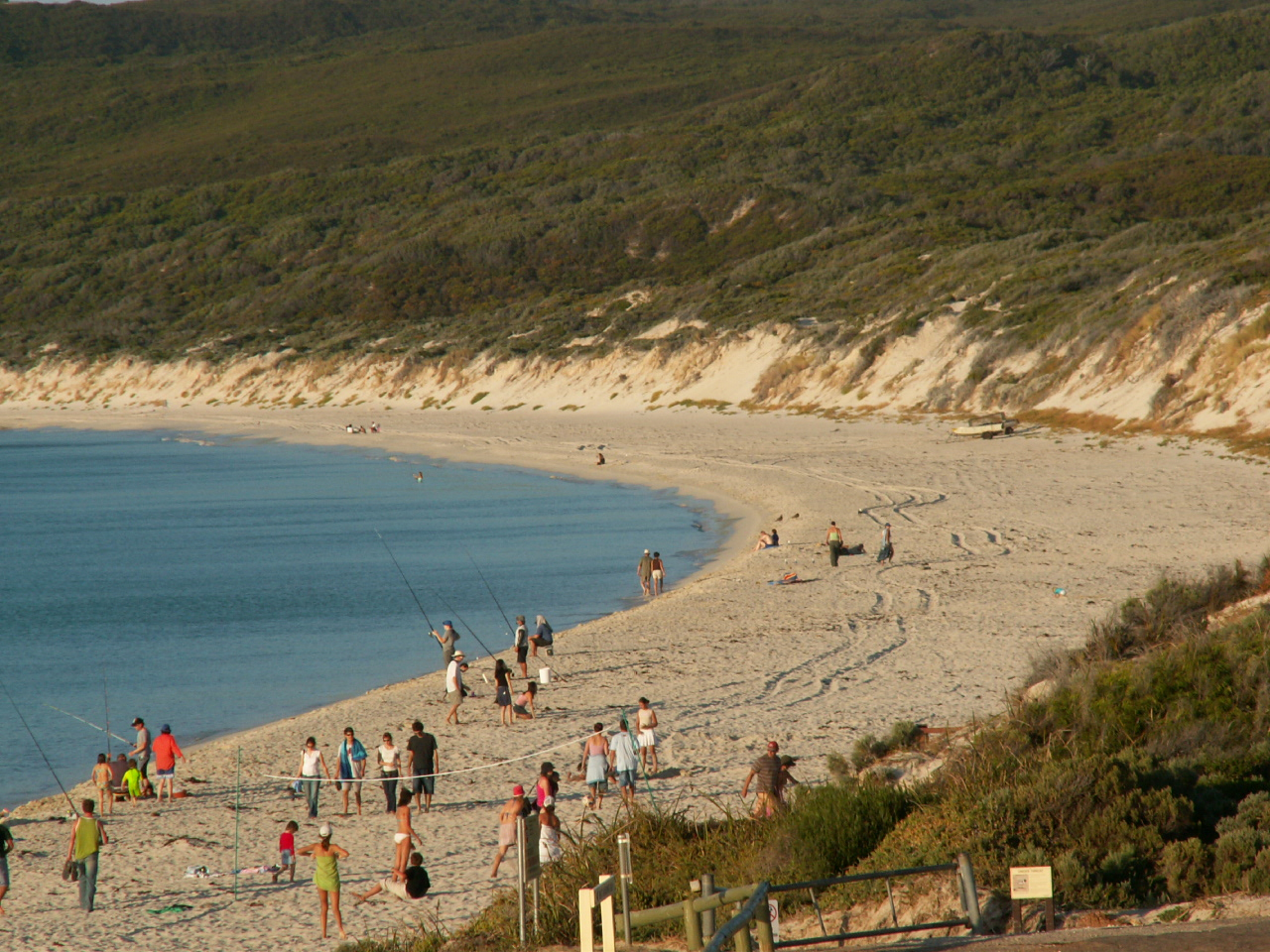
哈梅林湾

哈梅林湾（英語：Hamelin Bay） 是一個位於西澳大利亚州西南部，露紋角和纳多鲁列斯角之間的一個海湾。哈梅林湾亦位於菲欣纳角的南方。
在哈梅林湾的北方，有一個綿延至玛格丽特河的沙灘。而哈梅林湾的南方就是露紋角。最接近哈梅林湾的定居點是位於海灣東面的卡里戴尔。
曾經有人於哈梅林湾上建立了一個小型定居點和碼頭，而這個定居點和碼頭的建立全因為了方便發展林業。在碼頭建立後，有人更於1898年將運木鐵路擴建到哈梅林湾码头，以方便運輸木材。在林業衰落後，哈梅林湾码头便被荒廢了數十年。直到現在，哈梅林湾码头只剩下一些頹垣敗瓦。

## 命名
哈梅林湾這個名字是以首個航經此地的法國探險家雅克·费利克斯·伊曼纽尔·哈梅林（Jacques Félix Emmanuel Hamelin）命名。他於1801年首次駛進哈梅林湾附近。哈梅林湾附近亦有幾處地方以哈梅林命名。其中包括：
- 哈梅林角 - 34° 16'S. 115° 02'E. [6]
- 哈梅林島 -  34° 13' S. 115° 00'E.

## 旅游景点
途經哈梅林湾的步行徑海岬到海岬路徑，於西澳是一個著名的遠足徑。

### 露营区
虽然哈梅林湾大多数的相邻土地都被納入露紋-納多魯列斯國家公園的範圍中，但仍有少量土地為永久产权。於1950年代，當地居民開始在這些永久产权土地上興建露营区。至今，這些土地上仍然是露营区。哈梅林湾氣候乾燥，並且有不少乾草生長。露营区為了防止灌叢火災，因此立例完全禁止人們在營中生火。

## 沉船
哈梅林湾因其惡劣的氣候導致大量沉船事故而臭名昭著。當哈梅林湾氣候惡劣時，海灣便成為了不少船隻的葬身之地。有些漁船在天氣惡劣時拋錨固定船隻，從而防止船隻撞到岩礁沉沒。其中一次最嚴重的沉船事故發生於1900年7月22日，當天有一個风暴襲擊哈梅林湾，導致大量船隻沉沒。西澳大利亚海事博物馆的沉船数据库中紀錄了無數於哈梅林湾沉沒的船隻。而其中一艘沉船的錨被撈了起來，並被展示於哈梅林湾的停車場中。
以下是部份於哈梅林湾沉沒的船隻：
| 船隻名稱                         | 船隻類型       | 沉沒年份       |
| -------------------------------- | -------------- | -------------- |
| 阿金库尔號（Agincourt）          | 木製三桅帆船   | 1863年         |
| 阿卡迪亚號（Arcadia）            | 木製三桅帆船   | 1900年4月25日  |
| 阿里斯蒂德號（Aristide）         | 木制游艇       | 1889年10月25日 |
| 绍迪耶尔號（Chaudiere）          | 三桅帆船       | 1883年7月4日   |
| 阿尔伯特威廉號（Albert William） | 前桅橫帆三桅船 | 1900年9月2日   |
| 格伦伯菲號（Glenbervie）         | 三桅帆船       | 1900年6月20日  |
| 霍基蒂卡號（Hokitika）           | 三桅帆船       | 1872年11月2日  |
| 卡廷卡號（Katinka）              | 木製三桅帆船   | 1900年7月22日  |
| 洛弗斯普林號（Lövspring）        | 木製三桅帆船   | 1900年7月22日  |
| 罗韦斯特號（Nor'wester）         | 鐵製三桅帆船   | 1900年7月22日  |
| 托巴尔號（Tobar）                | 单桅帆船       | 1945年         |
| SS睡莲號（SS Waterlily）         | 蒸汽船         | 1903年1月31日  |

## 燈塔
哈梅林岛燈塔建立於1937年。於1967年，該燈塔被遷移到大陸上，並被更名為霍歐灣灯塔。